# Igbon
Igbon est une île et un barangay situé au nord-est de la province d'Iloílo, aux Philippines. Elle fait partie de la municipalité de Concepción. Selon le recensement de la population de 2010, elle a une population de 2547 habitants. L’île est connue aux Philippines pour la plongée sous-marine.

## Localisation et géographie
L’île d’Igbon se trouve à l’est de l’île de Panay dans la mer de Visayan. Faisant partie des îles Concepción, c’est une île boisée dont le point culminant est à 236 m d’altitude. Igbon se trouve à 3,2 kilomètres à l’est de l’île de Tago. Les autres îles voisines incluent Bulubadiangan et Danao-Danao. Son seul barangay est Igbon, qui a une école, la Claudia Morata Villarias Memorial School.

## Catastrophes naturelles

### Marée noire de Guimaras
Le 11 août 2006, un pétrolier a chaviré au large de l’île de Guimaras, au sud de Panay. Le pétrolier a déversé plus de 200 000 litres de pétrole dans le golfe de Panay. À la fin du mois d’août 2006, le pétrole avait recouvert plus de 245 kilomètres de côtes. En septembre 2006, le Conseil régional de coordination des catastrophes (RDCC) a identifié Igbon comme l’une des 38 municipalités menacées par la marée noire.

### Typhon Haiyan
En 2013, le typhon Haiyan (connu localement sous le nom de Yolanda) a causé de lourds dégâts à Igbon. Le typhon a frappé Igbon de manière inattendue à marée basse, bien que les habitants aient pu se réfugier près des zones montagneuses. Après le passage de la tempête, des secouristes ont distribué de l’aide alimentaire aux habitants de l’île.